# Saturn-Award-Verleihung 2014
Die 40. Saturn-Award-Verleihung fand am 26. Juni 2014 im kalifornischen Burbank statt. Signifikante Änderungen waren die Einführung zwei neuer Kategorien: Beste Comicverfilmung und Bester TV-Nachwuchsschauspieler. Außerdem wird die Kategorie für den besten Thriller erstmals eigenständig bewertet. Die Nominierungen wurden am 25. Februar 2014 bekannt gegeben.
Im Filmbereich erhielten Gravity und Der Hobbit: Smaugs Einöde mit je acht Nominierungen die meisten Nennungen, gefolgt von Die Tribute von Panem – Catching Fire mit sieben. Im Fernsehbereich wurden Breaking Bad, Falling Skies und Game of Thrones je fünfmal nominiert, gefolgt von American Horror Story, Hannibal, Under the Dome und The Walking Dead, die alle je vier Nominierungen erhielten.
Erfolgreichste Produktion wurde Gravity mit fünf Siegen; im Fernsehen konnten Breaking Bad und The Walking Dead in je vier Kategorien gewinnen.

## Nominierungen und Gewinner

### Film
| Kategorie                    | Preisträger                                         | Film                                  | Nominierungen |
| ---------------------------- | --------------------------------------------------- | ------------------------------------- | --- |
| Bester Science-Fiction-Film  |                                                     | Gravity                               | Ender’s Game – Das große Spiel Die Tribute von Panem – Catching Fire Pacific Rim Riddick: Überleben ist seine Rache Star Trek Into Darkness |
| Bester Fantasyfilm           |                                                     | Her                                   | Alles eine Frage der Zeit Der Hobbit: Smaugs Einöde Jack and the Giants Die fantastische Welt von Oz Das erstaunliche Leben des Walter Mitty |
| Bester Horrorfilm            |                                                     | Conjuring – Die Heimsuchung           | Carrie Mama The Purge – Die Säuberung Das ist das Ende Warm Bodies |
| Bester Action-/Adventurefilm |                                                     | Fast & Furious 6                      | Die Bücherdiebin Jack Ryan: Shadow Recruit Lone Ranger Lone Survivor Rush – Alles für den Sieg |
| Bester Thriller              |                                                     | World War Z                           | The Call – Leg nicht auf! The East Die Unfassbaren – Now You See Me The Place Beyond the Pines Prisoners |
| Bester internationaler Film  |                                                     | Big Bad Wolves                        | Blancanieves Hijacking – Todesangst … In der Gewalt von Piraten How I Live Now Stoker The World’s End |
| Bester Independentfilm       |                                                     | 12 Years a Slave                      | Große Erwartungen Inside Llewyn Davis The Invisible Woman Auge um Auge Upside Down |
| Bester Animationsfilm        |                                                     | Die Eiskönigin – Völlig unverfroren   | Ich – Einfach unverbesserlich 2 Der Mohnblumenberg Die Monster Uni |
| Beste Comicverfilmung        |                                                     | Iron Man 3                            | Man of Steel Thor – The Dark Kingdom Wolverine: Weg des Kriegers |
| Beste Regie                  | Alfonso Cuarón                                      | Gravity                               | J. J. Abrams für Star Trek Into Darkness Peter Berg für Lone Survivor Peter Jackson für Der Hobbit: Smaugs Einöde Francis Lawrence für Die Tribute von Panem – Catching Fire Guillermo del Toro für Pacific Rim |
| Bestes Drehbuch              | Spike Jonze                                         | Her                                   | Fran Walsh, Philippa Boyens, Peter Jackson & Guillermo del Toro für Der Hobbit: Smaugs Einöde Ethan & Joel Coen für Inside Llewyn Davis Alfonso Cuarón & Jonás Cuarón für Gravity Jennifer Lee für Die Eiskönigin – Völlig unverfroren Edgar Wright & Simon Pegg für The World’s End                                                                                        |
| Bester Schnitt               | Alfonso Cuarón Mark Sanger                          | Gravity                               | Peter Amundson & John Gilroy für Pacific Rim Alan Edward Bell für Die Tribute von Panem – Catching Fire Mark Day für Alles eine Frage der Zeit Daniel P. Hanley & Mike Hill für Rush – Alles für den Sieg Christian Wagner, Kelly Matsumoto & Dylan Highsmith für Fast & Furious 6                                                                                          |
| Beste Spezialeffekte         | Tim Webber Chris Lawrence David Shirk Neil Corbould | Gravity                               | Joe Letteri, Eric Saindon, David Clayton & Eric Reynolds für Der Hobbit: Smaugs Einöde Joe Letteri, John Desjardin & Dan Lemmon für Man of Steel John Knoll, James E. Price, Clay Pinney & Rocco Larizza für Pacific Rim Patrick Tubach, Ben Grossmann & Burt Dalton für Star Trek Into Darkness Jake Morrison, Paul Corbould & Mark Breakspear für Thor – The Dark Kingdom |
| Beste Musik                  | Haim Frank Ilfman                                   | Big Bad Wolves                        | Danny Elfman für Die fantastische Welt von Oz Howard Shore für Der Hobbit: Smaugs Einöde Brian Tyler für Iron Man 3 Brian Tyler für Die Unfassbaren – Now You See Me John Williams für Die Bücherdiebin |
| Beste Ausstattung            | Dan Hennah                                          | Der Hobbit: Smaugs Einöde             | Philip Messina für Die Tribute von Panem – Catching Fire Andrew Neskoromny & Carol Spier für Pacific Rim Andy Nicholson für Gravity Jan Roelfs für 47 Ronin Robert Stromberg für Die fantastische Welt von Oz |
| Bestes Kostüm                | Trish Summerville                                   | Die Tribute von Panem – Catching Fire | Gary Jones für Die fantastische Welt von Oz Michael Kaplan für Star Trek Into Darkness Wendy Partridge für Thor – The Dark Kingdom Beatrix Aruna Pasztor für Große Erwartungen Penny Rose für 47 Ronin |
| Bestes Make-Up               | Donald Mowat                                        | Prisoners                             | Patrick Baxter, Jane O’Kane & Roger Murray für Evil Dead Peter King, Rick Findlater & Richard Taylor für Der Hobbit: Smaugs Einöde Howard Berger, Janie Kelman & Peter Montagna für Lone Survivor Fae Hammond, Mark Coulier & Kirstin Chalmers für Rush – Alles für den Sieg Karen Cohen, David White & Elizabeth Yianni-Georgiou für Thor – The Dark Kingdom               |
| Bester Hauptdarsteller       | Robert Downey Jr.                                   | Iron Man 3                            | Oscar Isaac für Inside Llewyn Davis Simon Pegg für The World’s End Joaquín Phoenix für Her Brad Pitt für World War Z Ben Stiller für Das erstaunliche Leben des Walter Mitty |
| Beste Hauptdarstellerin      | Sandra Bullock                                      | Gravity                               | Halle Berry für The Call – Leg nicht auf! Martina Gedeck für Die Wand Jennifer Lawrence für Die Tribute von Panem – Catching Fire Emma Thompson für Saving Mr. Banks Mia Wasikowska für Stoker |
| Bester Nebendarsteller       | Ben Kingsley                                        | Iron Man 3                            | Daniel Brühl für Rush – Alles für den Sieg George Clooney für Gravity Benedict Cumberbatch für Star Trek Into Darkness Harrison Ford für Ender’s Game – Das große Spiel Tom Hiddleston für Thor – The Dark Kingdom Bill Nighy für Alles eine Frage der Zeit |
| Beste Nebendarstellerin      | Scarlett Johansson                                  | Her                                   | Nicole Kidman für Stoker Melissa Leo für Prisoners Evangeline Lilly für Der Hobbit: Smaugs Einöde Jena Malone für Die Tribute von Panem – Catching Fire Emily Watson für Die Bücherdiebin |
| Bester Nachwuchsschauspieler | Chloë Grace Moretz                                  | Carrie                                | Asa Butterfield für Ender’s Game – Das große Spiel Sophie Nélisse für Die Bücherdiebin Saoirse Ronan für How I Live Now Ty Simpkins für Iron Man 3 Dylan Sprayberry für Man of Steel |

### Fernsehen
| Kategorie                             | Preisträger     | Serie               | Nominierungen |
| ------------------------------------- | --------------- | ------------------- | --- |
| Beste Network-Fernsehserie            |                 | Hannibal Revolution | Marvel’s Agents of S.H.I.E.L.D. The Blacklist The Following Sleepy Hollow Under the Dome                                                                                                 |
| Beste Syndication-/Kabel-Fernsehserie |                 | The Walking Dead    | American Horror Story The Americans Continuum Dexter Haven |
| Beste Fernsehpräsentation             |                 | Breaking Bad        | Bates Motel Black Sails Falling Skies Game of Thrones Vikings |
| Beste Jugendserie                     |                 | Teen Wolf           | Arrow Pretty Little Liars Supernatural Vampire Diaries |
| Bester TV-Hauptdarsteller             | Mads Mikkelsen  | Hannibal            | Kevin Bacon für The Following Bryan Cranston für Breaking Bad Hugh Dancy für Hannibal Freddie Highmore für Bates Motel James Spader für The Blacklist Noah Wyle für Falling Skies        |
| Beste TV-Hauptdarstellerin            | Vera Farmiga    | Bates Motel         | Jennifer Carpenter für Dexter Anna Gunn für Breaking Bad Jessica Lange für American Horror Story Rachel Nichols für Continuum Keri Russell für The Americans                             |
| Bester TV-Nebendarsteller             | Aaron Paul      | Breaking Bad        | Nikolaj Coster-Waldau für Game of Thrones Erik Knudsen für Continuum David Lyons für Revolution Dean Norris für Under the Dome James Purefoy für The Following                           |
| Beste TV-Nebendarstellerin            | Melissa McBride | The Walking Dead    | Kathy Bates für American Horror Story Sarah Carter für Falling Skies Gwendoline Christie für Game of Thrones Michelle Fairley für Game of Thrones Elizabeth Mitchell für Revolution      |
| Bester TV-Gastdarsteller              | Robert Forster  | Breaking Bad        | Stephen Collins für Falling Skies Danny Huston für American Horror Story David Morrissey für The Walking Dead Charlotte Rampling für Dexter Gina Torres für Hannibal                     |
| Bester TV-Nachwuchsschauspieler       | Chandler Riggs  | The Walking Dead    | Colin Ford für Under the Dome Jared S. Gilmore für Once Upon a Time – Es war einmal… Jack Gleeson für Game of Thrones Connor Jessup für Falling Skies Mackenzie Lintz für Under the Dome |

### Homevideo
| Kategorie                                                   | Preisträger | Film/Serie                                                        | Nominierungen |
| ----------------------------------------------------------- | ----------- | ----------------------------------------------------------------- | --- |
| Beste DVD- oder Blu-ray-Veröffentlichung                    |             | Big Ass Spider!                                                   | The Brass Teapot Curse of Chucky Mischief Night Solomon Kane Twixt You’re Next                                                                          |
| Beste DVD- oder Blu-ray-Kollektion                          |             | Chucky: Die komplette Sammlung                                    | The Bowery Boys Collection: Volumes 2 and 3 Freitag der 13.: Die komplette Filmreihe Die James-Dean-Sammlung Die Mad-Max-Trilogie Die Zatōichi-Sammlung |
| Beste Veröffentlichung eines Klassikers                     |             | Halloween 35th Anniversary Edition                                | Die phantastische Reise Bis das Blut gefriert Das Kabinett des Professor Bondi Nosferatu – Eine Symphonie des Grauens The Wicker Man                    |
| Beste DVD- oder Blu-ray-Veröffentlichung einer Fernsehserie |             | Raumschiff Enterprise: Das nächste Jahrhundert (Staffel 3, 4 & 5) | The Adventures of Superboy (Staffel 3) Search: Die komplette Serie Under the Dome (Staffel 1) The Walking Dead (Staffel 3) The White Queen (Staffel 1)  |